# Frontera entre Sudáfrica y Zimbabue
La frontera entre Sudáfrica y Zimbabue tiene una longitud de 225 km y está delimitada por el río río Limpopo.
El trifinio occidental con Botsuana se encuentra en la confluencia del río Shashe con el río Limpopo. La localización del trifinio oriental con Mozambique no está del todo clara. Dicho punto se encuentra bien en la confluencia del río Luvuvhu con el río Limpopo o bien en un punto cercano del río Limpopo señalizado con balizas en la frontera entre Mozambique y Zimbabue. 
La frontera se estableció en el Tratado de Pretoria de 1881 y se redefinió en el Tratado de Londres de 1884, que estableció las fronteras de la República Sudafricana (República de Transvaal). 
La República Sudafricana más tarde se convirtió en la Colonia de Transvaal y después pasó a formar parte de la Unión Sudafricana, mientras que Matabelelandia, al norte del río Limpopo, pasó a formar parte de Rodesia del Sur, que luego pasó a ser Zimbabue.

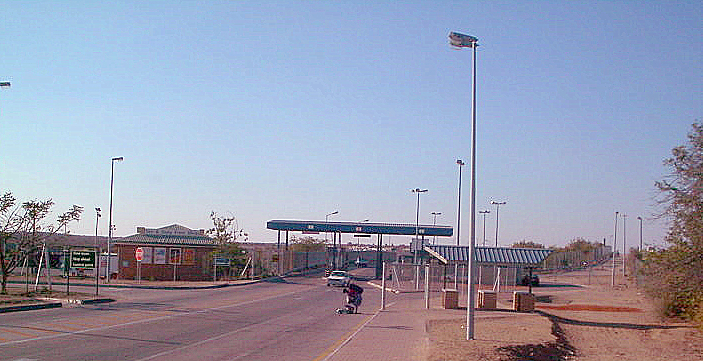
Paso fronterizo de Beitbridge.

Hay un único paso fronterizo en la localidad de Beitbridge, donde la autopista sudafricana N1 y la autopista zimbabuense A6 se encuentran en el puente Alfred Beit Road Bridge. Existe un puente separado para la línea de ferrocarril que conecta Pretoria (Sudáfrica) y  Bulawayo (Zimbabue).
Esta frontera es atravesada diariamente por alrededor de 300 personas de manera ilegal, debido a la desigualdad entre la pobreza de Zimbabue y la economía emergente de Sudáfrica.